# Ślęzaki

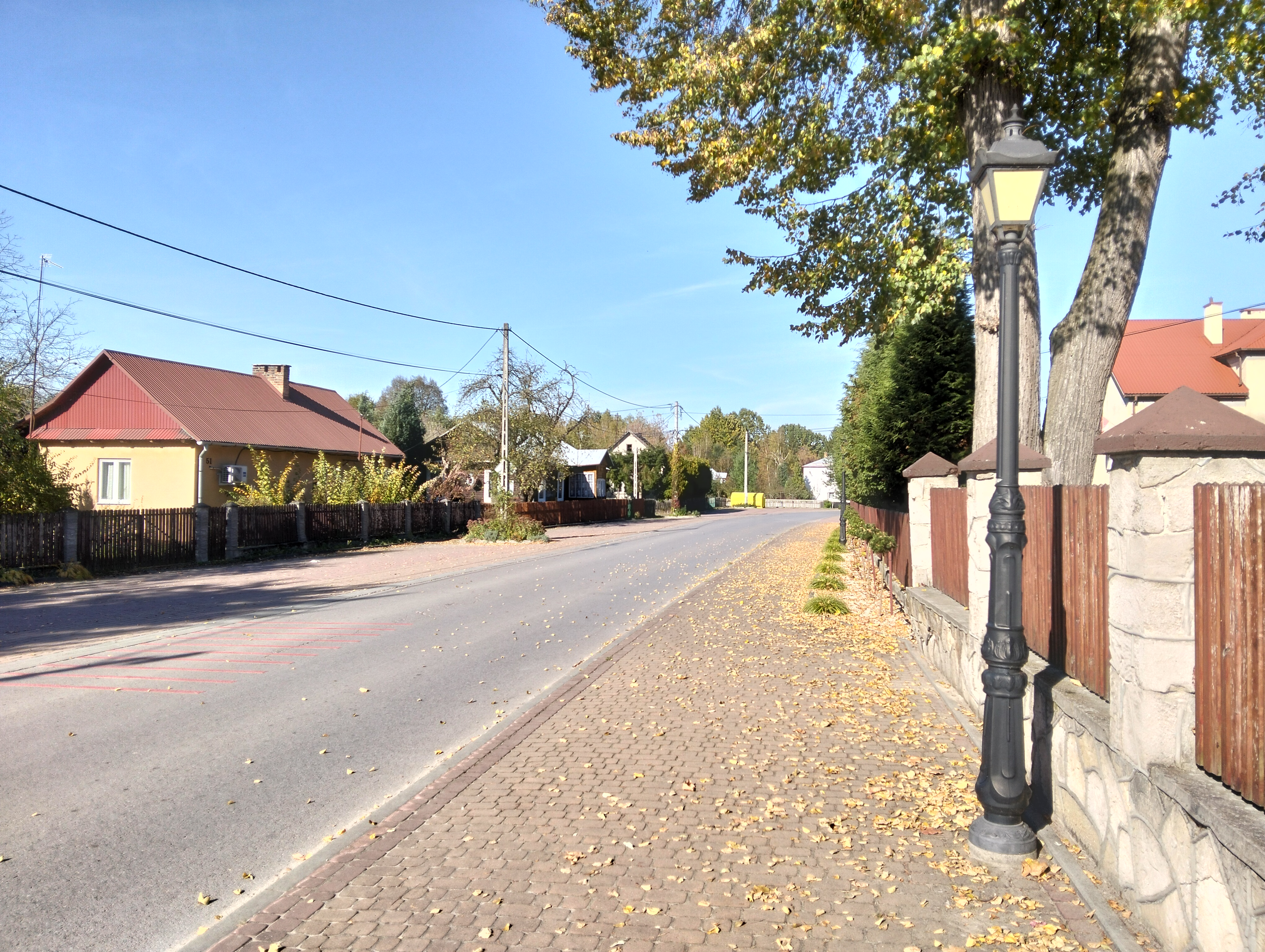
Fragment centrum wsi

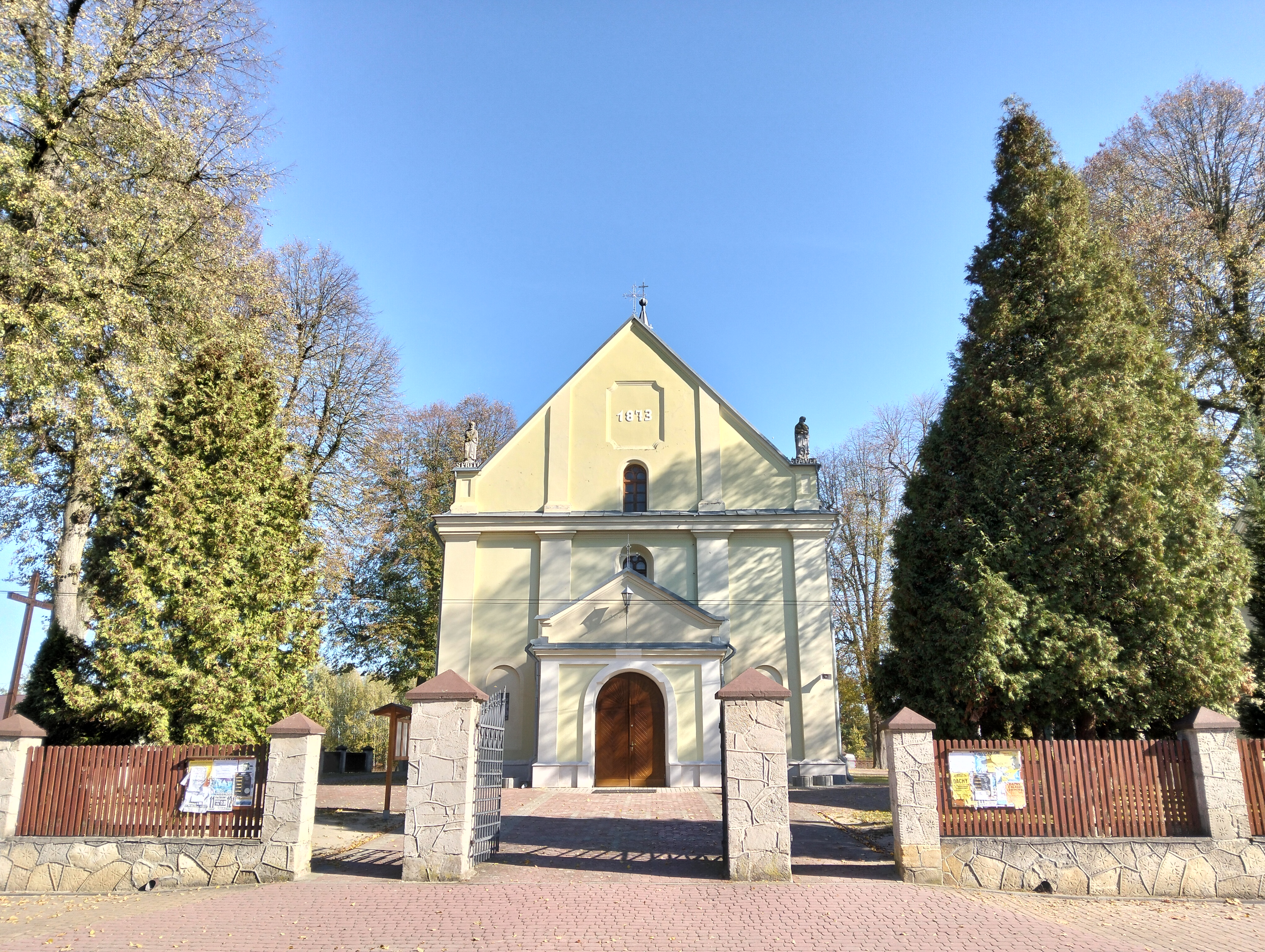
Kościół Wniebowzięcia Najświętszej Maryi Panny

Ślęzaki – wieś w Polsce położona w województwie podkarpackim, w powiecie tarnobrzeskim, w gminie Baranów Sandomierski.
| SIMC    | Nazwa       | Rodzaj    |
| ------- | ----------- | --------- |
| 0787603 | Borek       | część wsi |
| 0787626 | Cypel       | część wsi |
| 0787632 | Do Serafina | część wsi |
| 0787661 | Jarosy      | część wsi |
| 0787678 | Józefów     | część wsi |
| 0787709 | Koniecpol   | część wsi |
| 0787715 | Majdańskie  | część wsi |
| 0787738 | Piasecznik  | część wsi |
| 0787796 | Zajazie     | część wsi |
| 0787804 | Zawodziany  | część wsi |

W 1937 poświęcono Dom Spółdzielczy.
W latach 1975–1998 miejscowość administracyjnie należała do województwa tarnobrzeskiego.
W najstarszych znanych źródłach wieś wzmiankowana jest pod nazwą Szlęzaki. Pod koniec XIX wieku zamieszkiwało ją 139 mieszkańców w 28 gospodarstwach.
Wieś otoczona jest lasami i łąkami. Znajduje się ona w okolicy Wzgórz Tarnobrzeskich.
Od 1950 r. w Ślęzakach działa ochotnicza straż pożarna.

## Kościół pw. Wniebowzięcia Najświętszej Maryi Panny
Decyzję o budowie kościoła w Ślęzakach podjęto w 1870 r. Powołano również komitet w tej sprawie. Budowę rozpoczęto 1873 r. Poświęcenie kamienia węgielnego dokonał ks. Józef Sobczyński. Kościół pw. Wniebowzięcia Najświętszej Maryi Panny został ukończony 1875 r.
W budynku znajduje się drewniany, płaski, podzielono na kasetony plafon. W kasetonach mieszczą się rozety (drewniane i pozłacane).
Początkowo dach kościoła był pokryty gontem, który zmieniono na blachę w 1913 r. Powstała także plebania i budynki gospodarcze. W 1884 r. kościół został konsekrowany przez biskupa tarnowskiego Ignacego Łobosa. 16 lutego 1924 erygowano parafię w Ślęzakach.
W latach 1954–1957 powstała nowa plebania, a w latach 1962–1969 wymieniono okna na witraże figuralne. W 1968 r. wybudowano stajnię. Od 1973 r. kościół posiada ogrzewanie. W latach 1982–1984 został zbudowany Dom Katechetyczny.
Kościół posiada jedną nawę, a znajdujące się w nim wyposażenie pochodzi z XX wieku (oprócz głównego ołtarza). Główny ołtarz jest w kształcie skrzyni z ozdobnie osłonioną przednią częścią mensy. Na płycie kamiennej będącej zasadniczą częścią ołtarza (mensie) znajduje się tabernakulum, perdella oraz obraz Matki Bożej Wniebowziętej. W 1926 r. dobudowano do ołtarza dwie nisze, w których stanęły drewniane figury: św. Stanisława Kostki i św. Kazimierza.
Obok kościoła znajduje się murowana dzwonnica z XIX wieku.